# Sunbury (Carolina del Nord)
Sunbury è un census-designated place (CDP) degli Stati Uniti d'America, situato nello stato della Carolina del Nord, nella contea di Gates. Nel censimento del 2010 è stata registrata una popolazione di 289.
Sunbury si trova all'incrocio tra la US Route 158 e la North Carolina Highway 32 a 10 miglia (16 km) a est-nord-est di Gatesville, la sede della contea di Gates. Sunbury ha un ufficio postale con CAP 27979.
La Sunbury High School è stata inserita nel NHRP (registro nazionale dei luoghi storici) nel 2009.